# Tabot

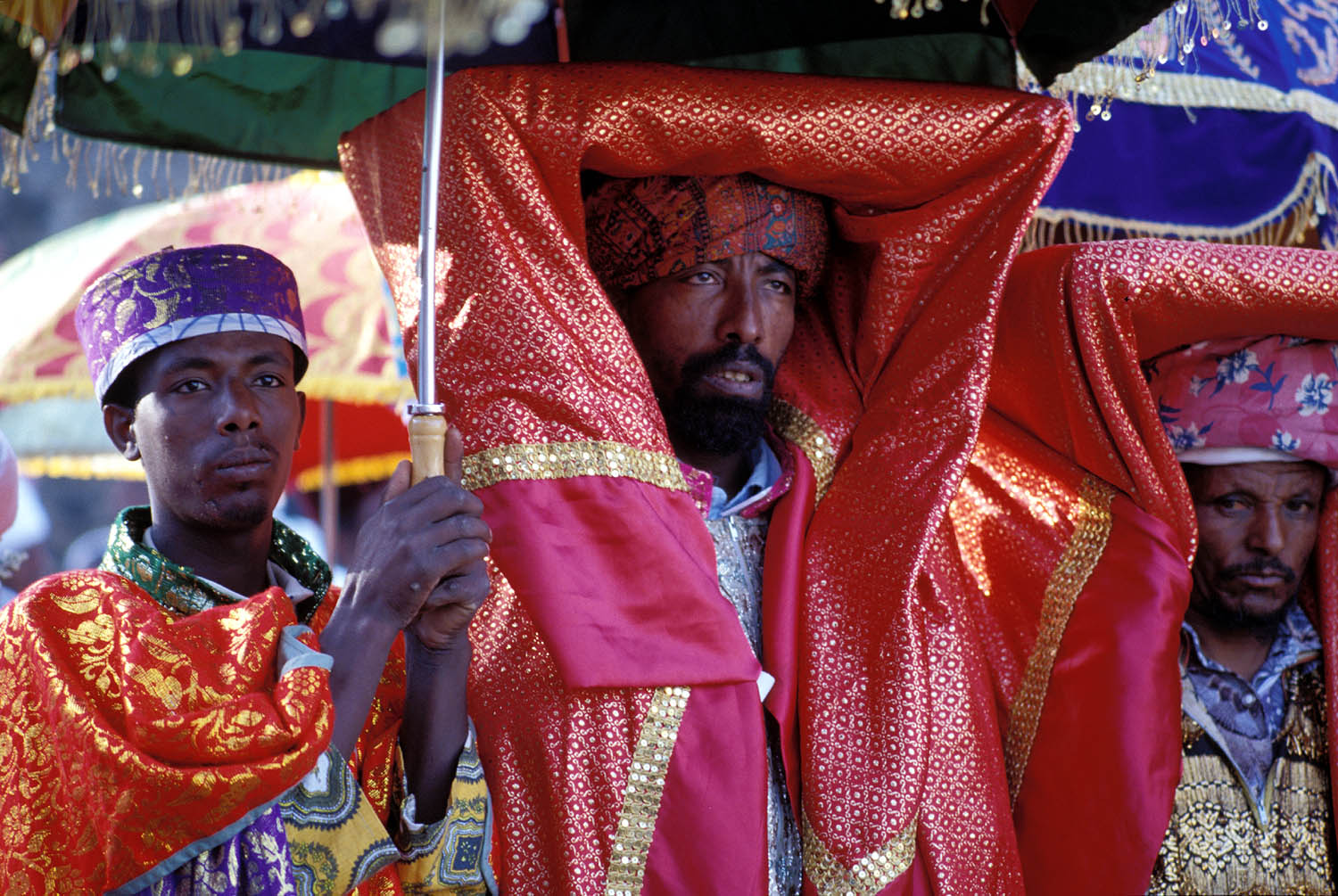
Tabot im Gondar

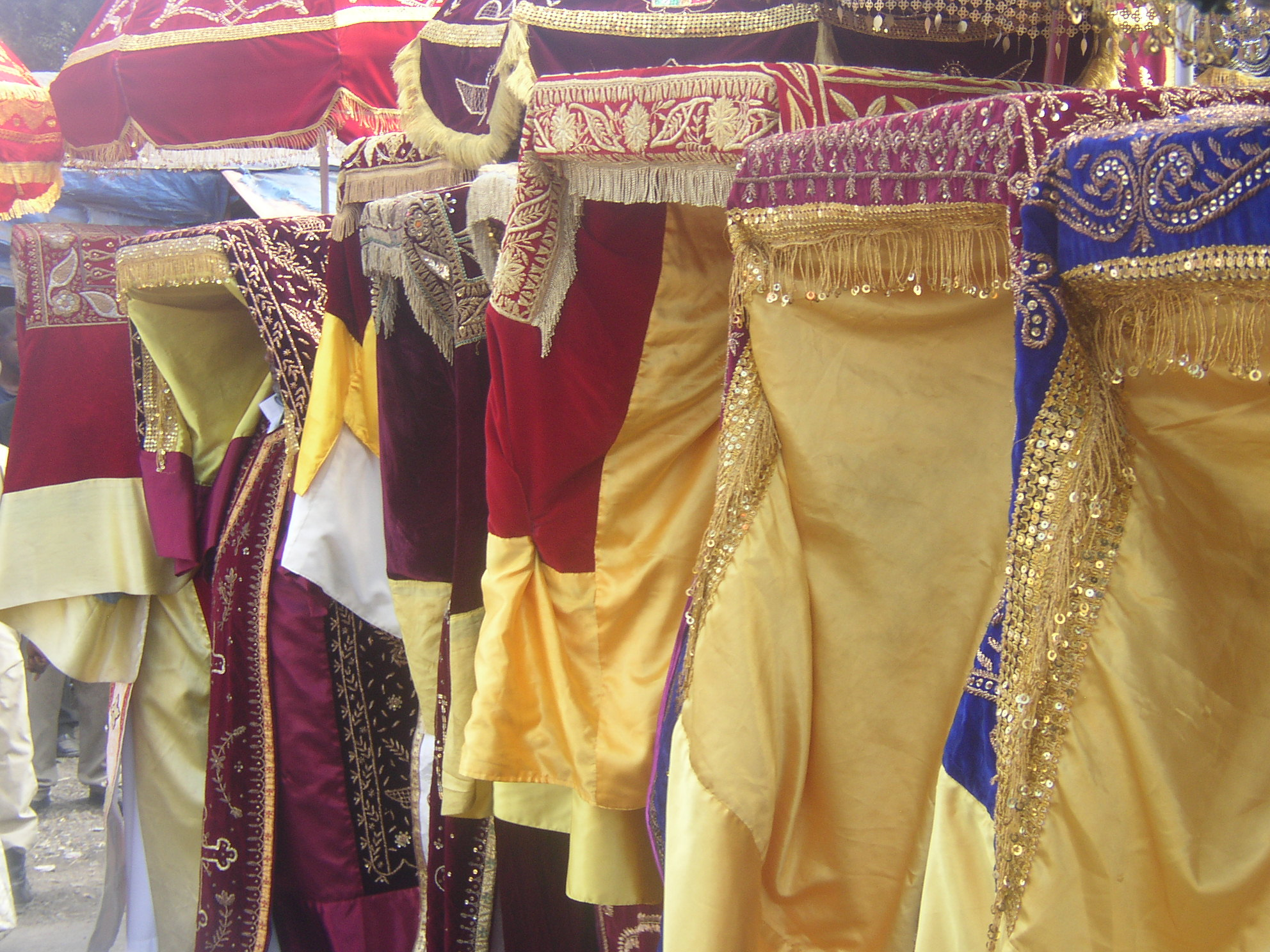
Verhüllte Tabot-Tafeln mehrerer Kirchen von Addis Abeba auf dem Weg zur Timket-Feier

Als Tabot (Altäthiopisch ታቦት tābōt) bezeichnet man die im Äthiopischen Ritus gebräuchliche und eigens konsekrierte Altartafel (Tragaltar). Der Tabot ruht für gewöhnlich auf einem kleinen, verzierten Tisch, der als manbara tābot (Altarthron) bezeichnet wird; ein hölzerner Tabot kann fest mit diesem Tisch verbunden sein. Tabot mit Untersatz dienen als Altar der Eucharistiefeier. 
Diese Altartafeln gelten als Kopien der Gesetzestafeln und werden in der äthiopisch-orthodoxen und eritreisch-orthodoxen Kirche besonders verehrt und vor den Augen Neugieriger durch Verhüllung geschützt. Die Bundeslade mit den Tafeln der zehn Gebote, die Mose vom Berg Sinai herabbrachte, befindet sich nach äthiopischer Überzeugung noch immer in Äthiopien und wird angeblich in der Kirche St. Maria von Zion in Aksum aufbewahrt. Dort befindet sich aber laut dem britischen Äthiopisten Edward Ullendorff, der die Kirche 1941 besuchte, nur eine Nachbildung aus dem mittleren bis späten Mittelalter, die hölzerne Kiste sei leer.
Jede Kirche verfügt über mindestens einen Tabot. Auf diesen Tafeln sind allerdings nicht die Gebote, sondern Kreuze und andere religiöse Symbole eingraviert. In der Regel sind die auch tsellat (Ge'ez: ጽላት ṣellāt) genannten, ca. 15 cm² großen Tabot-Tafeln aus Alabaster, Marmor oder Holz gefertigt. Sie sind jeweils entweder der Dreifaltigkeit, Engeln oder Heiligen geweiht. Die Kirche ist dem entsprechenden Glaubensgeheimnis geweiht und feiert monatlich eine Art Patroziniumsfest. 
Bei den monatlichen Festtagen (siehe äthiopischer Kalender) werden die stets verhüllten Tafeln vor die Kirche getragen. Eine besonders feierliche Prozession mit den Tabot aus allen Kirchen eines Ortes oder Stadtteiles findet am Timket-Fest (dem Fest Taufe des Herrn) statt.